# Skuon
Skuon (tiếng Khmer: ស្គន់) là một thị trấn của huyện Cheung Prey, thuộc tỉnh Kampong Cham, Campuchia. Khu phố chợ sầm uất này đã mọc lên xung quanh ngã tư Quốc lộ 6 và Quốc lộ 7. Skuon cách tỉnh lỵ tại thành phố Kampong Cham khoảng 49 kilômét (30 mi) về phía tây và cách thủ đô Phnôm Pênh của Campuchia 75 kilômét (47 mi) về phía bắc. Skuon đôi khi được biết đến trong tiếng địa phương là "Spiderville", nơi đây nổi tiếng với du khách quốc tế đến Campuchia với món nhện chiên.